# Dyck Advisory Group
De Dyck Advisory Group (of DAG) is een particulier militair bedrijf, dat gevestigd is in Velddrif, een havenplaatsje in de West-Kaap in Zuid-Afrika en huurlingen inzet in verschillende Afrikaanse landen.

## Ontstaan
In 2012 werd het bedrijf opgericht door Lionel Dyck, een voormalige kolonel die had gediend bij het leger van het voormalige Rhodesië en vervolgens bij dat van Zimbabwe. Binnen de Zimbaweïsche interventiemacht die de Mozambikaanse regering hielp tegen RENAMO tijdens de Mozambikaanse burgeroorlog nam hij deel. Destijds ontstonden goede betrekkingen tot de regeringspartij Frelimo in Mozambique en eveneens met de latere Zimbabwaanse president Emerson Mnangagwa. 

## Eerste jaren
Na de burgeroorlog in Mozambique bleef Dyck aldaar betrokken, waar zijn bedrijf deelnam als mijnopruimingsdienst en bij acties tegen stroperij. Het bedrijf heeft zich daarna verder gespecialiseerd als mijnopruimingsdienst en in het bestrijdingen van stroperij. Het heeft klanten over de hele wereld.

## Inzet in Mozambique
Vanaf 2019 werd het bedrijf ingezet in de provincie Cabo Delgado in Mozambique, waar het hielp bij het neerslaan van een islamistische opstand. Het bedrijf werd aldaar ingehuurd door de politie, hielp bij de opleiding van plaatselijke politieagenten en bestreed de rebellen. De troepen van de Dyck Advisory Group vliegen daarbij in ultralichte sportvliegtuigjes.
In de slag om de Mozambikaanse stad Palma ondersteunde het bedrijf het leger en de politie van Mozambique bij het terugdringen van de aanvallende opstandelingen. Het loste daarbij de Russische Wagnergroep af, die gevoelige verliezen geleden had. Volgens Dyck hebben zijn werknemers meerdere terroristen gevangengenomen en eveneens gewonde politieagenten en gevangen burgers gered.

## Kritiek
In 2021 meldde Amnesty International dat de huurlingen van de Dyck Advisory Group tijdens operaties in Mozambique met machinegeweren vanuit helikopters geschoten hadden en lukraak handgranaten op mensenmassa's lieten vallen. bovendien zouden ze herhaaldelijk geschoten hebben op ziekenhuizen, scholen en huizen. Tijdens de Slag om Palma in maart en april 2021 helpt het bedrijf de strijdkrachten van Mozambique in de strijd tegen aanvallende opstandelingen. Dyck verzekert dat zijn agenten tegen verschillende terroristen hebben gevochten en gewonde politieagenten en gevangengenomen burgers hebben gered. Bij de reddingsoperatie, gedeeltelijk geleid door DAG, wordt het laatste bedrijf door Amnesty International beschuldigd van het redden van blanke aannemers in aanwezigheid van lokale zwarte burgers.